# Nu à la baignoire
Nu à la baignoire és un quadre pintat per Pierre Bonnard l'any 1931. Aquest oli sobre llenç és un nu femení. Es conserva al Museu Nacional d'Art Modern, a París.